# جیمز بی. ایوتیس
جیمز بی. ایوتیس (به انگلیسی: James Biddle Eustis) سناتور سابق عضو حزب دموکرات ایالات متحده آمریکا بود. وی در سال ۱۸۷۶ تا ۱۸۷۹ و ۱۸۸۵ تا ۱۸۹۱ میلادی سناتور ایالت لوئیزیانا در سنای ایالات متحده آمریکا بود.